# Axinella flustra
Axinella flustra är en svampdjursart som först beskrevs av Topsent 1892.  Axinella flustra ingår i släktet Axinella och familjen Axinellidae. Inga underarter finns listade i Catalogue of Life.